# San Andrés Huaxpaltepec (kommun)
San Andrés Huaxpaltepec är en kommun i Mexiko.   Den ligger i delstaten Oaxaca, i den sydöstra delen av landet, 400 km söder om huvudstaden Mexico City.
Följande samhällen finns i San Andrés Huaxpaltepec:
- San Andrés Huaxpaltepec
- Cubitán de Dolores